# International Diabetes Federation
International Diabetes Federation (in italiano: Federazione internazionale del Diabete), in sigla IDF, è un'associazione che raccoglie le oltre 230 associazioni nazionali del diabete sparse nel mondo in più di 160 paesi, che si sono unite insieme per migliorare la vita delle persone con il diabete.
La federazione si impegna ad accrescere la consapevolezza globale sul diabete, a promuoverne cura e prevenzione e ad incoraggiare attività per trovare una cura per le differenti tipologie di diabete.
La federazione ha guidato la comunità di diabetici nel mondo sin dal 1950. Ha sede a Bruxelles in Belgio.

## Progetti e attività
- Giorno mondiale del diabete, su idf.org. URL consultato il 6 dicembre 2015 (archiviato dall'url originale il 25 ottobre 2014).
- Il congresso mondiale del diabete, su idf.org.
- L'atlante del diabete, su idf.org. URL consultato il 6 dicembre 2015 (archiviato dall'url originale il 28 dicembre 2014).
- BRIDGES, Un programma che finanzia progetti di ricerca per la prevenzione del diabete
- Life for a Child Programme Archiviato il 25 novembre 2015 in Internet Archive., per aiutare i bambini con diabete in paesi in via di sviluppo per accedere alle cure per il diabete. (Il programma aiuta 12000 bambini in 43 paesi)

## Pubblicazioni
Le pubblicazioni dell'associazione sono:
- (EN) Atlante del diabete, su idf.org. URL consultato il 6 dicembre 2015 (archiviato dall'url originale il 28 dicembre 2014).
- (EN) Voce del diabete Archiviato il 26 gennaio 2016 in Internet Archive., la rivista quadrimestrale IDF
- (EN) Moduli di educazione al diabete, su idf.org.
- (EN) Linee guida globali, su idf.org.